# Человек рудольфский
Человек рудольфский (лат. Homo rudolfensis) — вымерший вид людей, представляющий (согласно традиционным взглядам) переходную ступень от человека умелого (Homo habilis) к человеку прямоходящему (Homo erectus); по другой версии — предок человека умелого. Жили приблизительно 2,3—1,5 млн лет назад (верхняя граница расплывчата) и, по некоторым данным, были древнейшим известным видом людей. Рост составлял 1,5—1,8 м, вес 45—80 кг. Согласно антропологическим исследованиям 2012 года, человек рудольфский был не вариацией человека умелого, а представителем параллельной линии в эволюции древних людей. От какой из этих линий произошёл современный человек, неизвестно.
Первые останки данного вида были обнаружены в Кении на берегу озера Туркана (Рудольф) в 1978 году. Вторая находка была сделана в 1991 году на берегу озера Малави. Череп KNM-ER 1470, найденный в Кооби Фора (Эфиопия) в 1972 году, сначала относили к Homo habilis. В. П. Алексеев в 1978 году выделил его в отдельный вид H. rudolfensis. Мив и Луис Лики относят данный экземпляр, а также найденные ими образцы KNM-ER 62000, KNM-ER 62003 и KNM-ER 60000 к новому отдельному виду рода Homo — Homo rudolfensis.
При небольшом объёме мозга Homo rudolfensis обладал достаточно крупными размерами, приближаясь к размерам современного человека. Плоское лицо Homo rudolfensis наводит на мысль о близком родстве с видом Kenyanthropus platyops, жившим в Африке около 3 млн лет назад (Leakey et al., 2001).
Неясный таксономический статус Homo rudolfensis — закономерное следствие двух причин:
- во-первых, сложность определения систематического положения для палеонтологических находок, когда речь идёт о близких видах (что нередко в палеоантропологии). Близость Homo rudolfensis по морфологии к Homo habilis несомненна, бесспорен и ряд отличий. Поэтому точка зрения во многом зависит от взглядов конкретного исследователя на систематику гоминид вообще.
- во-вторых, постепенность морфологического перехода между Homo habilis и Homo rudolfensis, с одной стороны, и Homo ergaster — с другой. Промежуточность находок, относимых к хабилисам/рудольфенсисам — прямое следствие непрерывности эволюции, и приводит к дискуссиям: отнести их к прогрессивным австралопитекам либо к примитивным Homo.